# Vika Podgorska
Vika Podgorska, właściwie Hedvika Ana Čus, po mężu Nučič (ur. 13 maja 1898 w Feistritz im Rosental, zm. 12 lipca 1984 w Mariborze) – słoweńska aktorka teatralna. 

## Biografia
Hedvika Ana Čus urodziła się w 1898 r. w Feistritz im Rosental. Ojciec, Valentin Čusa pochodził ze wsi Sedlo, a matka Ana, z domu Baumeier ze wsi Mače. Dorastała w Gorycji. Po I wojnie światowej osiedliła się w Mariborze. Pracowała jako urzędniczka i jednocześnie uczęszczała do szkoły teatralnej prowadzonej przez swojego przyszłego męża, reżysera Hinko Nučiča. W latach 1919-1921 pracowała w Teatrze Narodowym w Mriborze. W 1921 r. wyjechała do Zagrzebia wraz z Nučičem i została jedną z największych artystek Chorwackim Teatrze Narodowym.   

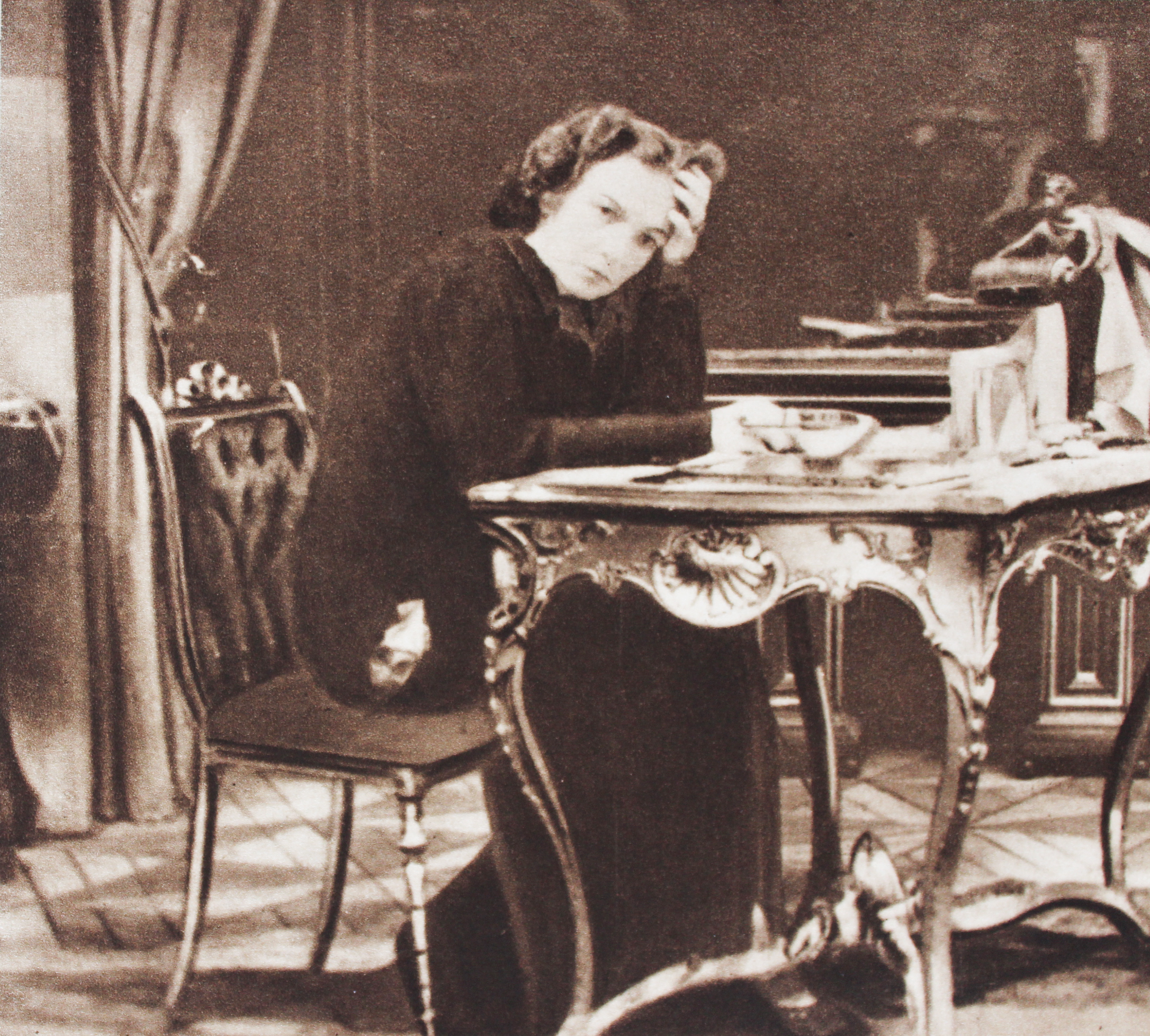
Vika Podgorska, 1948

Wystąpiła w wielu ważnych rolach rodzimego i światowego repertuaru pod pseudonimem Vika Podgorska, który wzięła od skróconego imienia Hedvika i Podgory, wioski niedaleko Gorycji, gdzie lubiła spacerować, gdy tam mieszkała. Zagrała główne postacie kobiece w sztukach Ibsena, Strindberga, Bjørnsona, Wedekinda, Cankara, Krleža, Begovića, Šenoa. Zagrała także w Joannę w  sztuce Shawa Święta Joanna, tytułową bohaterkę dramatu Goethego Ifigenia w Taurydzie, Kasandrę w Trojankach Eurypidesa, Nastazję Filipowną Baraszkową w Idiocie Dostojewskiego. Stworzyła kreacje w wielu sztukach Szekspira m.in.: Porcji w Kupcu weneckim, Kleopatry w Antoniusz i Kleopatra i Ariela w Burzy. Występowała również w radiu i telewizji. W 1958 r. przeszła na emeryturę. Za wybitne osiągnięcia w dziedzinie sztuki otrzymała w 1961 r. nagrodę im. Nazora oraz Nagrodę AVNOJ-a w 1976 r.